# Кучма, Геннадий Петрович
Кучма Геннадий Петрович (1922, Харбин — 2015, Караганда) — русский, казахстанский педагог, рериховед, радио- телемастер, исследователь и популяризатор наследия семьи Рерихов, преподаватель китайского и японского языков.

## Биография
Родился 13 сентября 1922 года в Китае, в Харбине.
Геннадий Петрович Кучма известен многим рериховцам в странах бывшего СССР. Живя в Караганде, в Казахстане, Геннадий Петрович увлекался собиранием сведений о живописи и репродукций Картин Николая Константиновича и Святослава Николаевича Рерихов, Учением Живой Этики и до конца жизни поддерживал связь с Рериховскими Обществами многих стран мира.
Вместе с приехавшей из Харбина ученицей Б. Н. Абрамова, Основательницей Рериховского Движения в Сибири, поэтом, писателем, выдающимся рериховедом Наталией Дмитриевной Спириной (1911—2004) в 1985 году он побывал в Каунасе у гостеприимной Дануте Стукайте — сотрудницы Рериховского Общества Литвы. Приезжал в Новосибирск на все Рериховские Чтения 1970-х — 1980-х годов, где тоже оставил в памяти людей светлый след. Во время посещений Новосибирска Геннадий Петрович всегда встречался с Наталией Дмитриевной (с которой познакомился ещё в юности, в Харбине), переписывался с ней до самого её ухода в 2004 году.
В 1931 году началась японская агрессия против чанкайшистского Китая, японская императорская армия оккупировала Маньчжурию и основала в ней марионеточное государство Маньчжоу-го (Ман-чжу-ко) во главе с бывшим китайским императором Пу И. На гимназии оккупация отразилась введением в учебную программу японского языка.

Через 10 лет Геннадий Петрович окончил гимназию с золотой медалью. В те годы стремительно набирало популярность радиодело, и Геннадий Петрович не избежал увлечения этим занятием, ставшим затем его профессией.
В Харбине он учился в Политехническом институте, имел большой культурный кругозор, хорошо знал классическую музыку, любил оперу, знал наизусть многие арии. Как многие харбинцы, был хорошо воспитанным, высококультурным человеком, с хорошими манерами.
В 1945 году Красная Армия разбила Квантунскую армию японских милитаристов и освободила Маньчжурию. В том же году большинство русских мужчин Харбина были арестованы по подозрению в шпионаже. Геннадия Петровича тоже осудили на 10 лет по этой статье, и он валил лес от Урала (г. Тавда) до Дальнего Востока (г. Тайшет).
В 1956 году Геннадий Петрович был освобождён и реабилитирован. Перевёз из Харбина в Караганду свою маму — Музу Пантелеймоновну Кучму.
В 1960 году Геннадий Петрович женился на Нине Петровне Пестовой — уроженке деревни Черемшан, расположенной между Бугульмой и Чистополем в Татарии, прожившей юные годы в Кемерово, а затем окончившей экономический факультет Казахского госуниверситета им. С. М. Кирова в Алма-Ате. Она приехала в Караганду по распределению и работала экономистом в системе Главцентростроя, а перед пенсией — преподавателем бухгалтерского учёта в учкомбинате.
В 1961 году у них родился сын Николай, окончивший СШ № 3 им. И. А. Крылова, математический факультет Карагандинского госуниверситета, аспирантуру Новосибирского госуниверситета им. Ленинского комсомола. Долгое время он преподавал на математическом факультете КарГУ им. Е. А. Букетова, а сейчас работает старшим научным сотрудником КарНИИ ПБ в лаборатории геомеханики.
Летом 2014 года у Геннадия Петровича случился гипертонический криз, однако, несмотря на это и возраст (92 года), он нашёл в себе силы преподавать китайский язык на дому, собирал материал для издания своего учебника китайского языка. 7 октября 2015 года его сердце подвижника перестало биться.